# Internord
Internord, Internord Aviation A/S var et dansk-svensk charterluftfartsselskab, der opererede i perioden 1965 til 1968.
Internord blev stiftet i den 30. november 1965 som et konsortium af det det danske selskab Aero Nord og det svenske Ostermann Air Charter. Selskaberne skiftede navne til henholdsvis Internord Aviation A/S og Internord Aviation AB og var derefter holdingselskaber for Internord. Hovedkontoret var beliggende i København, og selskabet havde hangar og værksteder både i Kastrup Lufthavn og den svenske Bromma Lufthavn i Stockholm. Desuden drev selskabet flykøkkenet Aerochef, der foruden at servicere Internords egene fly også leverede catering til en række andre luftfartsselskaber.
Flåden bestod af otte Douglas DC-7B fire-motors propelfly. Fra juni 1967 til maj 1968 leveredes yderligere tre brugte Convair 990 Coronado fire-motors jetfly, samtidig blev propelfly-flåden halveret. Convair 990 Coronado, der var en forlænget version af Convair 880, blev anset som det hurtigste og angiveligt teknisk ypperste af den tids jetfly fra begyndelsen af 1960'erne.
Internord befordrede omkring 350.000 passagerer årligt for en række skandinaviske charterrejsearrangører. Den 20. oktober 1968 gik selskabet konkurs med et tab på 18 millioner kroner. Flyene blev returneret til kreditorerne. Flykøkkenet Aerochef blev overtaget af konkurrenten Sterling Airways.

## Eksterne links
- Wikimedia Commons har flere filer relateret til Internord